# ۸۸ (قمری)
۸۸ (قمری)، هشتاد و هشتمین سال در گاهشماری هجری قمری است. اول محرم این سال برابر با شانزدهم دسامبر سال ۷۰۶ میلادی است.